# Claire Rommer

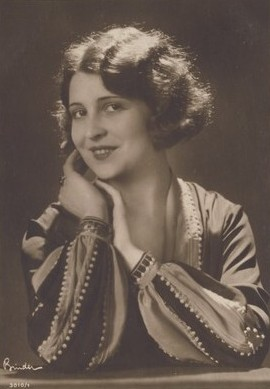
Claire Rommer 1928 auf einer Fotografie von Alexander Binder

Claire Rommer, gebürtig Klara Rommer (* 7. Dezember 1904 in Berlin, Deutsches Reich; † 19. August 1996 in London, England), war eine deutsche Schauspielerin.

## Leben
Aufgewachsen in einem Pensionat, erhielt sie ihre künstlerische Ausbildung an der Musikschule und an der Max-Reinhardt-Schule in Berlin. Knapp 17-jährig debütierte sie als Aushilfe am Neuen Volkstheater und an der Volksbühne. Auch später erschien die Soubrette immer wieder in Operetten und Komödien auf Berliner Bühnen, besonders am Lustspielhaus. 1925/26 trat sie ein Engagement an den Vereinigten Bühnen an.
Rommer wurde in den 1920er-Jahren vor allem als Stummfilmschauspielerin bekannt. Meist in heiteren Streifen trat sie in Haupt- und Nebenrollen in den Fächern der Liebhaberin und Salondame auf. Mit Beginn der Tonfilmzeit gab sie auch Gesangseinlagen.
Seit dem 25. Juni 1927 war sie bis zu dessen Tod 1955 während eines Besuches im Westen Berlins mit dem jüdischen Unternehmer Adolf Strenger (1888–1955) verheiratet. Mit der Machtergreifung der Nationalsozialisten endete ihre Film- und Bühnenkarriere. Sie hatte 1934 ihren letzten Bühnenauftritt in der Revue Scala – etwas verrückt an der Berliner Scala. Im Juli 1938 wurde sie von jeder Betätigung in der deutschen Filmwirtschaft mit der Begründung ausgeschlossen, sie sei vermutlich nicht arisch. Am 31. Juli 1940 emigrierte sie mit ihrem Ehemann von Frankreich aus über Lissabon in die Vereinigten Staaten. Gestorben ist sie am 19. August 1996 im Chelsea and Westminster Hospital im Londoner Stadtteil Chelsea an einer Lungenentzündung.

## Filmografie
- 1922: Die Königin von Whitechapel
- 1922: Wem nie durch Liebe Leid geschah!
- 1922: Das hohe Lied der Liebe
- 1923: Menschen und Masken
- 1923: Der Herzog von Aleria
- 1923: Der Großindustrielle
- 1923: Der Kaufmann von Venedig
- 1924: Die Frau in Versuchung
- 1924: Ein Traum vom Glück
- 1924: Frauen im Sumpf (Judith)
- 1924: Dreiklang der Nacht
- 1924: Der Mann um Mitternacht
- 1924: Die Frau in Versuchung
- 1924: Die Kleine aus der Konfektion
- 1925: Die eiserne Braut
- 1925: Aschermittwoch
- 1925: Wallenstein
- 1925: Liebesgeschichten
- 1926: In Treue stark
- 1926: Qualen der Nacht
- 1926: Der dumme August des Zirkus Romanelli
- 1926: Die dritte Eskadron
- 1926: Hoheit tanzt Walzer
- 1926: Die Frauen von Folies Bergères
- 1927: Frühere Verhältnisse
- 1927: Die Stadt der tausend Freuden
- 1927: Liebesreigen
- 1927: Kinderseelen klagen euch an
- 1927: Eins plus Eins gleich Drei
- 1927: Herkules Maier
- 1928: Frauenraub in Marokko
- 1928: Das Spreewaldmädel
- 1928: Leontines Ehemänner
- 1928: Das Karussell des Todes
- 1928: Mikosch rückt ein
- 1929: Sensation im Wintergarten
- 1929: Die Todesfahrt im Weltrekord
- 1930: Aschermittwoch
- 1930: Scapa Flow
- 1930: Der Walzerkönig
- 1931: Reserve hat Ruh
- 1931: Die Schlacht von Bademünde
- 1931: Weekend im Paradies
- 1932: P.S.
- 1932: Zwei glückliche Tage
- 1932: Es geht um alles
- 1933: Das Familienalbum
- 1933: Tausend für eine Nacht
- 1934: Schlagerpartie